# Ramal Santa Fe-Los Ángeles-Santa Bárbara
El Ramal Santa Santa Fe-Los Ángeles-Santa Bárbara fue una vía ferroviaria chilena que conectaba las comunas de Santa Fe, Los Ángeles y Santa Bárbara, en la Provincia de Biobío. Durante su funcionamiento permitió integrar estas localidades con gran parte del país, al nacer de la vía Longitudinal Sur, facilitando el transporte de pasajeros e importante producción agrícola hacia diversas ciudades y puertos. Formó parte de la Red Sur de la Empresa de los Ferrocarriles del Estado, hasta que fue levantado por tramos debido al bajo uso y la vandalización, siendo levantado oficialmente en 2008.

## Historia
En junio de 1873 es completado el Ferrocarril de Talcahuano a Chillán vía San Rosendo, inversión privada cuyo objetivo fue conectar de forma expedita el puerto y los centros de producción agrícola de las provincias interiores. Como complemento, ese mismo año fueron autorizados y construidos dos ramales: Santa Fe-Los Ángeles y San Rosendo-Angol vía Renaico. 
Posteriormente, en 1877, el estado chileno compra este ferrocarril y lo une por el norte con el Ferrocarril del Sur, también estatal, completando 551 km de vía férrea ininterrumpida entre Santiago y Renaico. Por décadas, el ramal tuvo una longitud de 20 km, siendo extendido hasta Santa Bárbara recién en 1921, completando en total 60 km que unen la vía Longitudinal Sur, en el valle central, y la precordillera de los Andes. De esta manera se desechaba la idea original de un ferrocarril trasandino a Argentina vía Antuco.
En 1953, se establece en Los Ángeles la industria azucarera IANSA, que utiliza como materia prima la remolacha, ampliamente cultivada en la zona para este fin. Para transportar el azúcar elaborado, se incorporó un desvío y patio de maniobras paralelos a la vía a Santa Bárbara.
Hacia 1970 circulaban los conocidos Buscarriles Ferrostaal ADI, y trenes mixtos (pasajeros y carga) de tracción a vapor y diesel entre San Rosendo - Los Ángeles, Santa Fe - Los Ángeles y Santa Fe - Santa Bárbara.

### Decadencia y levante
Durante la dictadura militar, entre 1973 y 1990, fueron adoptadas políticas económicas liberales, entre las cuales estuvo el cese del financiamiento a diversas empresas estatales, incluyendo los ferrocarriles. Paralelamente, las carreteras fueron mejoradas y se facilitó el transporte de pasajeros en buses, como también el de cargas en camiones. Debido a estos factores, la importancia del ramal decae con los años. Es así como en la década de 1990 se levantó la vía entre la planta Iansa y Santa Bárbara, incluyendo el desvío a la Estación Los Ángeles, edificio cedido al municipio local, que determinó su cierre y demolición en diciembre de 1998. Aún hoy este trazado es reconocible.
Desde entonces, sólo permaneció operativa la sección Santa Fe - Triángulo Los Ángeles (lado poniente) - Iansa Los Ángeles, sobre la cual operaron ocasionalmete trenes de carga de FEPASA, trasladando productos desde la planta de Iansa. El último tren corrió en 2006; posterior a ello, la vía sufrió el deterioro propio de la falta de mantención y el masivo robo de piezas, como rieles y durmientes, lo que la volvió prácticamente inoperable.
Entre el 9 y el 16 de octubre de 2008, se procedió al levantamiento de las últimas secciones de la vía que no habían sido desmanteladas y/o robadas dentro del área urbana de la ciudad de Los Ángeles, por orden de la Empresa de los Ferrocarriles del Estado, sepultando toda intención de EFE de utilizar el ramal. Aun quedan tramos sin levantar en sectores rurales entre Santa Fe y Los Ángeles.

### Propuestas
En 2019, de acuerdo al desarrollo del plan Chile sobre Rieles del segundo gobierno del presidente Sebastián Piñera, se indicó la intención de rehabilitar este ramal, permitiendo una conexión ferroviaria de la ciudad de Los Ángeles con Concepción y la red central de ferrocarriles.